# Marie Munz
Marie Munz (* 14. September 1975 in Stuttgart) ist eine deutsche Schauspielerin.

## Leben
Bereits während ihrer Ausbildung am Schauspiel München spielte Marie Munz in Serien wie SOKO 5113 und Der Bulle von Tölz sowie die Eva in Sherry Hormanns Frauen sind was Wunderbares. 1995 erhält Marie Munz als April eine Hauptrolle im Mehrteiler Vater wider Willen. Es folgen weitere Hauptrollen, so als Sabine Irlbeck in der Tatort-Folge Starkbier, in Harald Leipnitz’ Prosit Neujahr, Frank Guthkes Tod im Labor und Dieter Kehlers Fast ein Gentleman. Sie ist als Evelyn Scholl Heldin des Zwölfteilers Großstadtträume und hat Gastrollen in Reihen wie Hallo Robbie, Für alle Fälle Stefanie, Schloßhotel Orth, Der letzte Zeuge und In aller Freundschaft.
Im Jahr 2006 spielte sie in der Telenovela Schmetterlinge im Bauch die Rolle der Judith von Bütow.

## Filmografie (Auswahl)
- 1993–2020: SOKO München
- 1994: Frauen sind was Wunderbares
- 1997: Tod im Labor (Fernsehfilm)
- 1998: Vater wider Willen – Die Windmaschine
- 1999: Requiem für eine romantische Frau
- 1999: Tatort: Starkbier
- 2000: Fast ein Gentleman – Der Papa
- 2000: Dir zu Liebe (Fernsehfilm)
- 2002: Broti & Pacek – irgendwas ist immer – Spätzünder
- 2003–2005: Hallo Robbie!
- 2006–2007: Schmetterlinge im Bauch
- 2006: Glück auf vier Rädern (Fernsehfilm)
- 2008: Die Rosenheim-Cops – Zu Tode geprobt
- 2009–2010: Unsere Farm in Irland
- 2011: Das Glück dieser Erde
- 2012: Die Rosenheim-Cops – Die letzte Sendung
- 2015: Die Rosenheim-Cops – Schnäppchenjagd mit Leiche
- 2018: Die Rosenheim-Cops – Habe die Ehre
- 2020: Dahoam is Dahoam
- 2023: Letzter Saibling (Fernsehreihe)